# Kapweihe
Die Kapweihe (Circus maurus), früher auch Mohrenweihe genannt, ist ein Greifvogel aus der Familie der Habichtartigen (Accipitridae). Charakteristisch für diese mittelgroße Weihe ist die bei Männchen und Weibchen einheitliche, schwarz-weiße Gefiederzeichnung. Die Brutgebiete der Kapweihe beschränken sich auf die südlichen zwei Drittel Südafrikas, Lesotho, den äußersten Süden Botswanas und Namibias sowie eine kleinere Exklave an der nördlichen namibischen Küste. Sie bewohnt sowohl trockenes, baumarmes Fynbos-Hochland als auch weiträumige Feuchtgebiete. Die Kapweihe macht vor allem auf kleine Mäuseartige und Wachteln Jagd, die sie im weihentypischen Gaukelflug fängt. Sie brütet in der Regel von August bis Dezember in einem Bodennest.
Die 1828 von Coenraad Jacob Temminck erstbeschriebene Kapweihe steht innerhalb der Weihen einer Reihe von Trockenlandarten nahe und ist wahrscheinlich die Schwesterart der südamerikanischen Grauweihe (Circus cinereus). BirdLife International stuft den 1000 bis 1500 Individuen umfassenden Bestand als „gefährdet“ (vulnerable) ein. Vor allem der Rückgang von geeigneten Habitaten durch die Intensivierung der Landwirtschaft trägt dabei zur Gefährdung der Art bei.

## Merkmale

### Körperbau und Farbgebung
Im Vergleich mit anderen Arten der Gattung ist die Kapweihe verhältnismäßig kompakt gebaut. Die Flügel sind relativ kurz, der Schwanz hingegen eher lang; insgesamt rangiert sie größenmäßig im Mittelfeld der Weihenarten. Hinsichtlich der Größe gibt es bei der Kapweihe einen stark ausgeprägten umgekehrten Geschlechtsdimorphismus, das heißt, weibliche Tiere werden größer und schwerer als männliche. Weibchen wiegen 514–600 g und erreichen eine Flügellänge von 360–380 mm, eine Spannweite von 105–110 cm sowie eine Schwanzlänge von 235–268 mm. Die Gesamtkörperlänge weiblicher Kapweihen liegt zwischen 44 und 48 cm. Männchen sind um etwa 7 % kleiner und wiegen 350–470 g; ihre Flügellänge liegt zwischen 331 und 347 mm. Die Schwanzlänge beträgt 230–265 mm, wobei sie meist eher im unteren Ende dieses Bereichs liegt. Der Tarsometatarsus wird bei beiden Geschlechtern 63–73 mm lang.
Das Gefieder ist bei adulten Weibchen wie Männchen gleich gefärbt: Die Körperoberseite – Kopf, Rücken, Oberarmdecken – ist schwarzbraun; die Grundfarbe der oberen Armschwingen, Handschwingen und Handdecken ist ein schmutziges Grau. Die Handdecken zeigen eine schwarze Bänderung und am unteren Flügelrand verläuft ein schwarzer Randstreif, der zu den Handschwingen hin breiter wird. Der weiße Bürzel kontrastiert stark mit dem dunklen Rest der Oberseite; der Schwanz ist breit schwarz auf schmutziggrauem Grund gebändert. Die Körperunterseite mit Kehle, Brust, Bauch und Unterarmdecken ist ebenfalls schwarzbraun gehalten, lediglich am Unterleib und den Hosen zeigen sich von Nahem helle Federsäume. Unterarm- und -handschwingen sind an der Basis weiß gefärbt. Die Armschwingen zeigen eine dünne Bänderung, die nach außen hin schwächer wird, am unteren Rand der Armschwingen verläuft ein weiteres breites schwarzes Band. Die Handdecken sind auf weißem Grund breit schwarz gebändert. Die Spitzen der äußeren Handschwingen sind dunkelgrau gefärbt und werden nach außen hin immer dunkler, sodass die äußersten Spitzen schwarz erscheinen. Die Steuerfedern sind auf weißem Grund breit schwarz gebändert. Beine, Wachshaut und Augenring sind gelblich-orange, die Schnabelspitze ist schwarz.
Juvenile Kapweihen besitzen ein davon deutlich abweichendes Gefieder. Die Grundfarbe von Kopf und Körperoberseite ist ein dunkles Braun, das auf dem Rücken und den Oberflügeldecken von hellen, sandfarbenen Federsäumen durchwirkt wird. Der Gesichtsschleier zeichnet sich bei Jungtieren deutlich ab, weil er durch die weißliche Kehle, den hell sandfarbenen Nacken und weiße Überaugenstreifen umschlossen wird. Die Oberarmschwingen sind einheitlich dunkelbraun. Die oberen Handschwingen sind an der Basis graubraun gefärbt und sehr undeutlich und dünn dunkelbraun gebändert. Der juvenile Bürzel ist weiß, die Steuerfedern sind oberseitig auf graubraunem Grund breit dunkel gebändert. Über die sandfarbene Unterseite – Decken, Bauch, Brust und Hosen – ziehen sich auf der Brust dichte, über Flanken und Unterflügeldecken vereinzelte dunkle Sprenkel. Die Unterseite der Schwungfedern ist auf grauem Grund dunkel gebändert; lediglich die Basis der Handschwingen ist weiß. Die Steuerfedern sind dunkelbraun-weiß gebändert, den Abschluss bildet eine dunkle Terminalbinde. Die Brust- und Kopffedern werden am Ende des ersten Lebensjahres wohl zuerst gemausert, wodurch eine Übergangsform zum adulten Kleid mit hellem Bauch, schwarzer Brust und schwarzem Kopf entsteht. Beine, Wachshaut und Augenring sind dunkler gelb als bei adulten Tieren.

### Flugbild
Kapweihen erscheinen im Feld als kleine bis mittelgroße Greifvögel, die meist im gaukelnden Gleitflug mit zum V gewinkelten Flügeln in ein bis zwei Metern Höhe über dichter Vegetation fliegen. Sie wirken gedrungener als die meisten anderen Weihen, vor allem durch die relativ kurzen und gerundeten Flügel. Der verhältnismäßig lange Schwanz erscheint dadurch noch etwas länger; insgesamt beträgt die Flügelspannweite etwa das 2,2-Fache der Gesamtlänge. Die Flügelschläge sind etwas kräftiger und schneller als bei anderen Weihen.

### Lautäußerungen
In ihren Rufen ähnelt die Kapweihe anderen Vertretern der Gattung. Der Alarmruf besteht aus einem schnellen, ratternden tschack tschack tschack tschack. Während der Balzflüge machen sich Männchen mit einem hohen pwiiiieeep akustisch bemerkbar. Der Bettelruf des brütenden Weibchens, ein sanftes psju psju psju psju, ist die am häufigsten zu vernehmende Lautäußerung während der Brutzeit. Abseits des Nests ist die Art für gewöhnlich akustisch unauffällig und gibt keine Laute von sich.

## Verbreitung und Wanderungen

Verbreitung der Kapweihe
Brutgebiete
Vorkommen außerhalb der Brutzeit

Die Brutgebiete der Kapweihe liegen hauptsächlich in Südafrika und konzentrieren sich südlich der 17,5-°C-Isotherme. Sie reichen vom Kap der Guten Hoffnung, wo der Schwerpunkt der Brutpopulation liegt, über Lesotho bis etwa 26° S. Die Brutgebiete umfassen darüber hinaus den äußersten Süden Botswanas und den südwestlichsten Teil Namibias. Eine kleinere Exklave mit einer Brutpopulation von fünf Paaren befindet sich an der namibischen Nordküste im Flussdelta des Uniab. Die Verbreitungsgrenzen im Norden und Nordwesten bilden die Wüsten und Trockensteppen des südlichen Afrikas. Die Kapweihe ist eine der wenigen Vogelarten, die im Gebiet der Kapflora endemisch sind. Mit einer Größe von rund 1.060.000 km² hat die Kapweihe das kleinste Verbreitungsgebiet aller Festlandweihen.
Kapweihen sind keine typischen Standvögel, obgleich viele Individuen, etwa die nordnamibische Population, das ganze Jahr über in den Brutgebieten bleiben. Viele Brutvögel aus Westkap wandern im Winter ins östliche Südafrika bis in den Freistaat und KwaZulu-Natal oder nordwärts in die Grenzregion zu Botswana und die südlichen zwei Drittel Namibias ab. Dort herrschen im Winter höhere Temperaturen und ein niederschlagsärmeres Klima als in der Kapregion. Das Ausmaß der Wanderungsbewegungen ist nicht erforscht, im Winter kumulieren aber regelmäßig die Sichtungen in Botswana und Namibia, während die Bestandsdichte in der Kapregion offenbar stark abnimmt. Teile der Populationen verharren aber auch im Winter in den Brutgebieten, in denen in dieser Zeit eine geschlossene Schneedecke besteht. Die längste bekannte Strecke, die eine Kapweihe zurücklegte, beträgt 203 km vom südwestlichen Westkap nach Vanrhynsdorp.

## Lebensraum

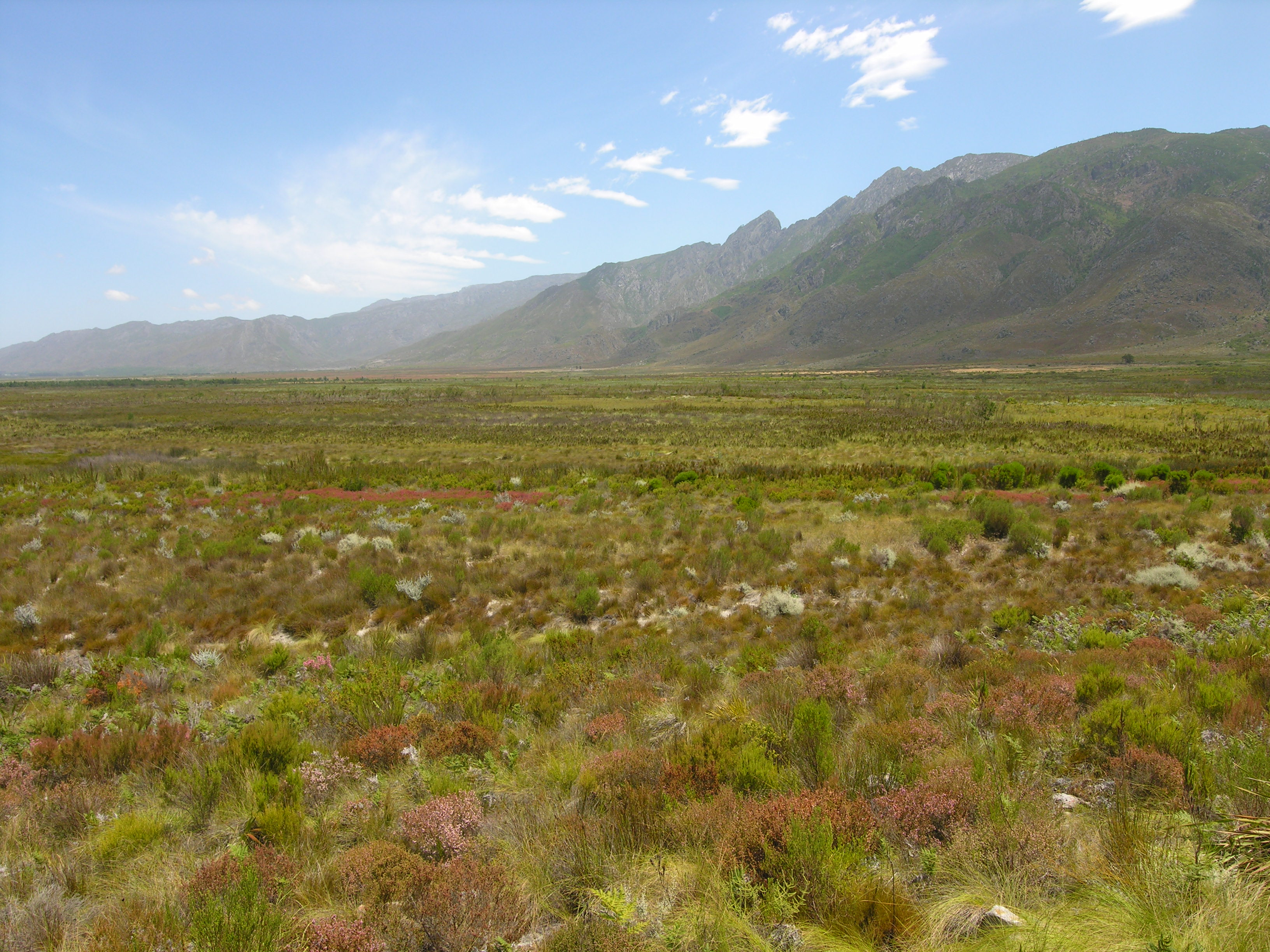
Trockene, weitläufige Hochebenen wie hier im Fynbos sind für die Kapweihe ein wichtiger Lebensraum.

Weiträumige, mit niedriger Vegetation spärlich bedeckte Landschaften bilden das Habitat der Kapweihe. Vor allem niederschlagsarme Hochebenen und Küstengebiete mit nur vereinzeltem Baumbewuchs wie die Fynbos- und Renosterveld-Landschaften der Kapregion werden von ihr besiedelt. Das Spektrum der Habitatformen umfasst aber auch Halbwüsten wie die Karoo, Dünenvegetation, Grasland, Weizenfelder oder andere großflächige Formen des Ackerbaus. Seltener und vor allem in Namibia ist die Kapweihe dagegen in Feuchtgebieten, vor allem Flussauen, anzutreffen. Wie auch die sympatrische Froschweihe (C. ranivorus) ist sie stark an die Vorkommen von Lamellenzahnratten (Otomys) und Afrikanischen Striemen-Grasmäusen (Rhabdomys) gebunden. Das Verbreitungsgebiet von Otomys irroratus deckt sich mit Ausnahme von Simbabwe stark mit dem der Kapweihe. Die vertikale Verbreitung der Art reicht bis auf 3000 m, in der Regel ist sie aber unterhalb von 2000 m anzutreffen.

## Lebensweise

### Ernährung

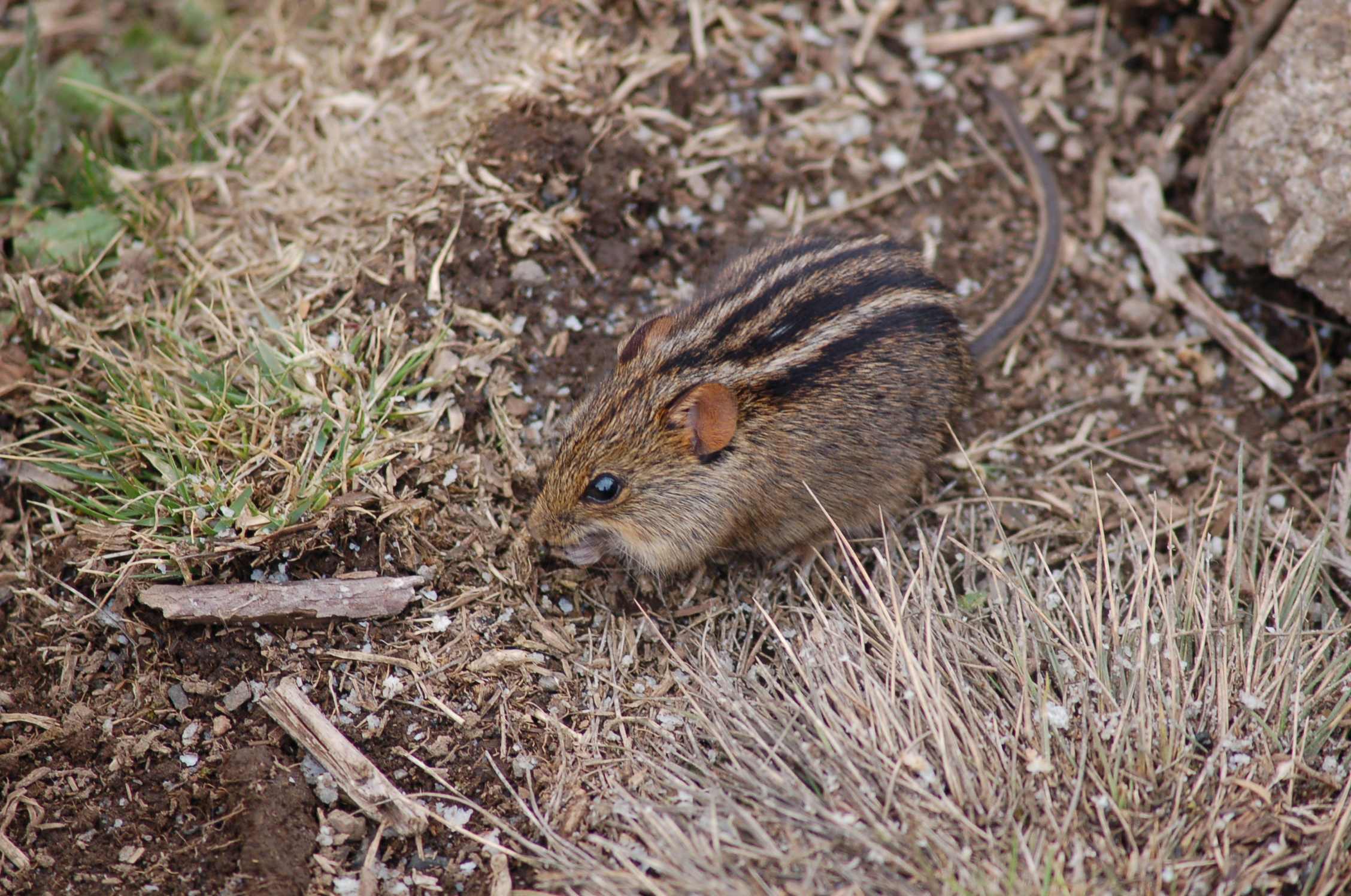
In Küstengebieten werden hauptsächlich kleine Nagetiere wie die Afrikanische Striemengrasmaus (Rhabdomys pumilio) geschlagen.

Die Zusammensetzung der Nahrung unterscheidet sich bei Kapweihen offenbar je nach Habitat. In Küstengebieten dominieren Kleinsäugetiere unter den Beutetieren, während sie sich im montanen Landesinneren etwa mit Vögeln die Waage halten. Feldbeobachtungen im südafrikanischen Overberg-Distrikt fanden an der Küste unter den Beutetieren 86 % Säugetiere, 6 % Vögel und 8 % Reptilien. Im Landesinneren überwogen hingegen Vögel mit 52 % leicht gegenüber Säugetieren mit 48 %, Reptilien fanden sich nicht in der Nahrung. Diese Zahlen umfassen allerdings nur jene Beutestücke, die über die Distanz hinweg identifiziert werden konnten, oftmals war nur eine grobe Einordnung oder gar keine Einordnung möglich. Vergleichsdaten, etwa aus Gewöllanalysen, liegen nicht vor. Die erbeuteten Säugetiere sind wohl hauptsächlich Afrikanische Striemengrasmäuse (Rhabdomys) und Lamellenzahnratten (Otomys), während es sich bei den Vögeln in der Regel wahrscheinlich um Wachteln (Coturnix coturnix) handelt. Andere Studien fanden auch Insekten (Heuschrecken, Raupen, Käfer), Amphibien, Nestlinge, Vogeleier und Aas unter der Nahrung der Kapweihe. Vögel werden bis zu einem Gewicht von 350 g geschlagen.

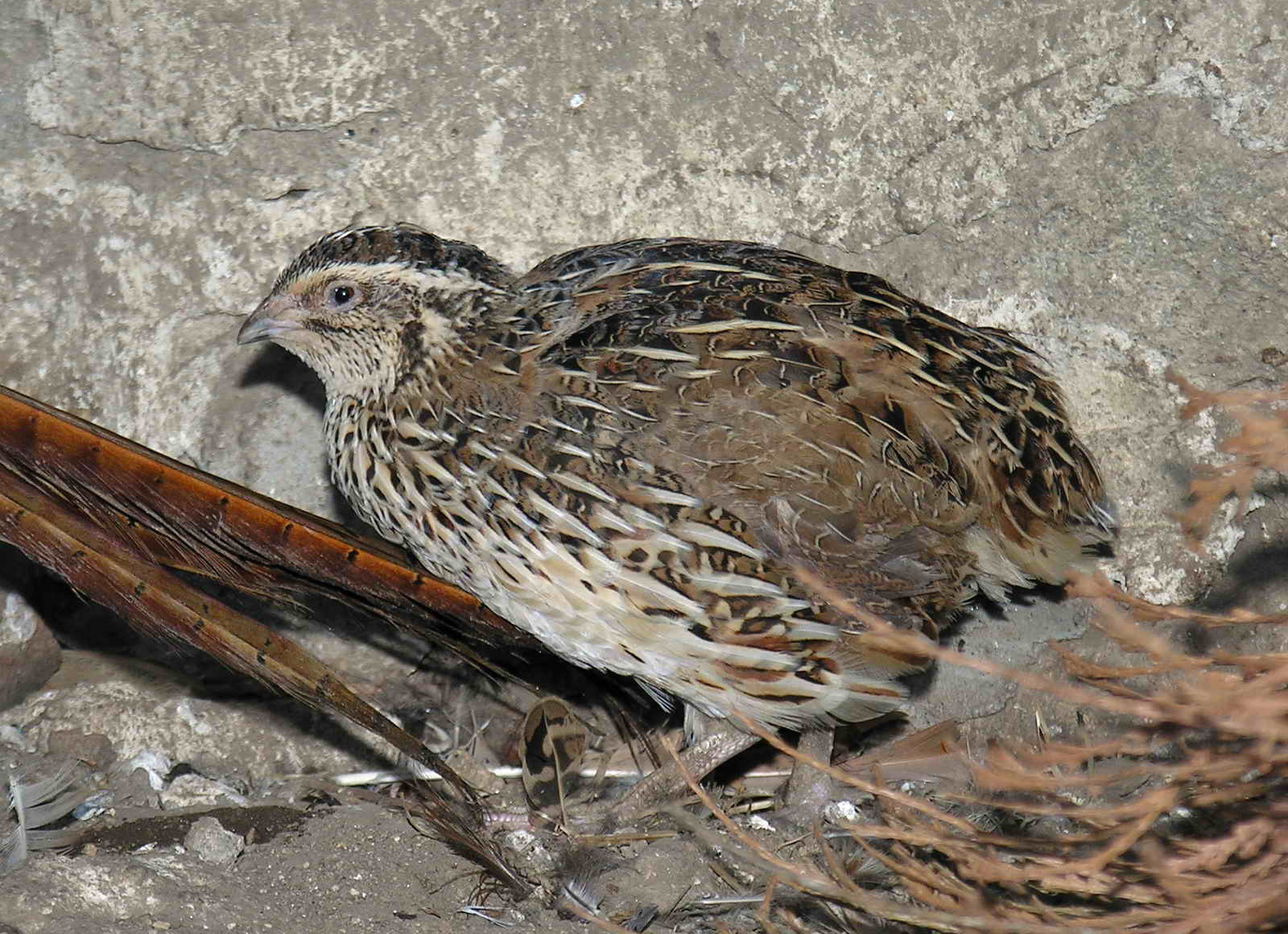
Im Landesinneren erbeutet die Kapweihe hingegen auch häufig Wachteln (Coturnix coturnix).

Wie alle rezenten Arten der Gattung jagt die Kapweihe für gewöhnlich aus dem Flug. Dabei fliegt sie mit wenigen Flügelschlägen, leicht hochgewinkelten Flügeln und wiegenden Körperschwenken in niedriger Höhe über der Vegetation und richtet den Blick auf den Boden unter ihr. Dieser Gaukelflug ist relativ energieeffizient, weil dabei auch Windströmungen genutzt werden und nur wenig Kraft für Flügelschläge aufgewendet werden muss. Dies ermöglicht es der Kapweihe, weite Strecken zurückzulegen und große Flächen zu durchkämmen. Beutetiere ortet sie wahrscheinlich nicht nur rein visuell, sondern auch akustisch, was durch ihren Gesichtsschleier erleichtert wird. Hat sie ein Beutetier ausgemacht, stellt sie die Flügel steil auf, wodurch sie jäh herabsinkt und auf die Beute zustürzt, um sie am Boden zu greifen. Seltener nutzt die Kapweihe Sitzwarten oder fängt Vögel aus dem Flug. Gejagt wird nicht nur im Fynbos, im Renosterveld und in Feuchtgebieten, sondern auch in landwirtschaftlichen Nutzflächen wie Weiden oder Kornfeldern.

### Territorialverhalten und Siedlungsdichte
Die Siedlungsdichte von Kapweihe variiert stark, wie eine Studie aus Südafrika zeigt. Während etwa in Koeberg Abstände von lediglich 100–290 m zwischen einzelnen, nahe beieinander liegenden Nestern festgestellt wurden, betrugen die Abstände am Rand der Langebaan-Lagune mindestens 120 m und in Koue Bokkeveld mindestens 2 km. Im West Coast National Park beträgt die Siedlungsdichte etwa ein Paar pro km². In Einzelfällen kann es auch zu hohen Dichten kommen, bei denen zwischen drei oder vier Nestern nur etwa 50 m Abstand liegen.

### Fortpflanzung und Brut
Die Brutsaison beginnt für die Kapweihe etwa um Ende Juli beziehungsweise Anfang August. Während dieser Zeit sind auch bei dieser Art die für Weihen typischen Balzflüge zu beobachten. Dabei steigt zunächst das Männchen kreisend und mit übertrieben kraftvollen Flügelschlägen in große Höhe über dem potentiellen Nistplatz am Boden auf. Anschließend verfällt es in einen auf und ab pendelnden Flug, bei dem es auf dem Gipfel jeder Pendelbewegung laute Rufe ausstößt. Zusätzlich vollführt es Fassrollen und andere akrobatische Flugmanöver. Stößt das Weibchen hinzu, sinkt das Männchen in tiefere Höhen ab und vollführt dort eine Reihe weiterer Flugfiguren, die aber weiträumiger sind als die zuvor gezeigten Auf- und Abschwünge. Anschließend lässt es sich auf dem potentiellen Nistplatz nieder. Wahrscheinlich ebenfalls der Paarbindung dient das Heranschaffen von Futter für das Weibchen, dem die Beutestücke in der Luft übergeben werden. Dabei wirft das Männchen die Beute senkrecht in die Luft, das Weibchen legt sich im Flug auf den Rücken und nutzt das Trägheitsmoment des Beutestückes, um es aus der Luft zu greifen. Die Paarung findet auf dem Boden statt, in einigen wenigen Fällen wurde Polygynie beobachtet.
Das Nest wird von Weibchen und Männchen in Arbeitsteilung gebaut. Das Männchen trägt Nistmaterial – Gräser, Seggen oder dürre Äste – heran, das vom Weibchen zu einem runden oder ovalen Bodennest von 35 bis 45 cm Durchmesser und etwa 5 cm Tiefe verarbeitet wird. Als Nistplatz werden meist trockene Stellen gewählt, die durch die umstehende Vegetation gut versteckt sind. Oft befinden sie sich in der Nähe von Wasserläufen oder am Rand von Feuchtgebieten; seltener wird in Feuchtbiotopen selbst gebrütet. Zumeist wird das Nest in letzteren leicht erhöht gebaut.
Das Weibchen legt 2–5 Eier – in Küstengegenden meist mehr als im Hochland (∅ 3,6 in Küstengegenden und 3,4 im Hochland) – die anschließend 34 bis 35 Tage lang bebrütet werden. Während dieser Zeit versorgt das Männchen das Weibchen. Dabei legt es vor allem im Hochland oft Strecken von mehreren Kilometern zurück, um Futter heranzuschaffen. Besonders kritisch wird dies, sobald die Küken schlüpfen, da damit der Nahrungsbedarf sprunghaft steigt und das Weibchen erst allmählich wieder selbst zu jagen beginnt. Hinzu kommt eine starke Gefährdung durch Nesträuber in bergigen Gegenden. Der Bruterfolg ist im Hochland dementsprechend geringer als in Küstengegenden, in denen das Nahrungsangebot besser ist: In letzteren liegt er bei 70 %, in montanen Lagen hingegen nur bei 42 %. Auch die Überlebensrate der Küken liegt mit 89 % an der Küste höher als im Hochland mit 83 %. Nach 35–41 Tagen verlassen die Jungvögel das Nest.

## Systematik

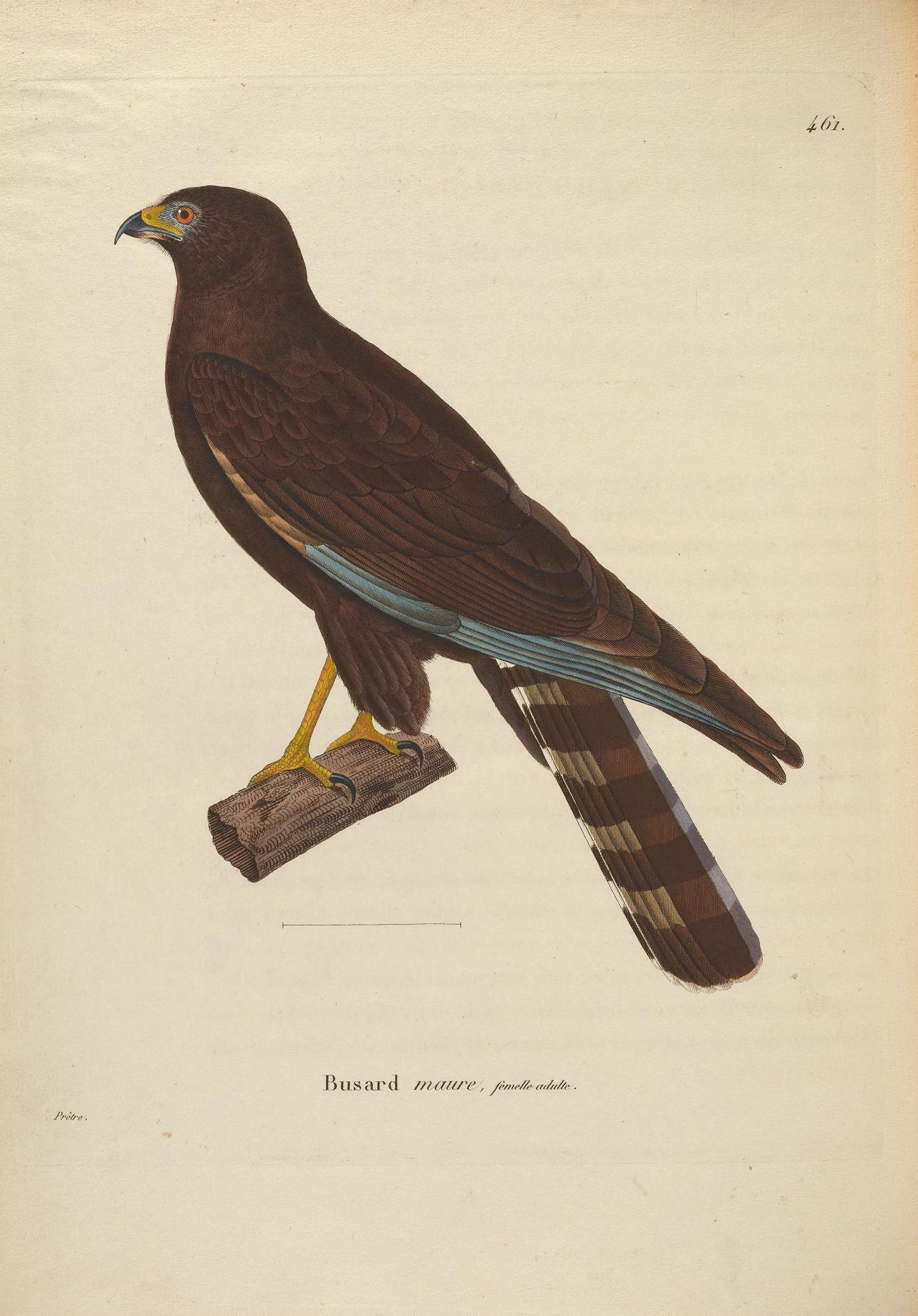
Zeichnung einer Kapweihe von 1828. Diese Illustration liegt Coenraad Jacob Temmincks Erstbeschreibung der Art bei.

Die Kapweihe wurde 1828 von Coenraad Jacob Temminck in seiner mit Guillaume Michel Jérôme Meiffren de Laugier, Baron von Chartrouse verfassten Nouveau Recueil de Planches Coloriées d’Oiseaux als „Falco maurus“ erstbeschrieben. Temmincks Erstbeschreibung basierte auf einem Individuum, das vom Kap der Guten Hoffnung an das Nationaal Natuurhistorisch Museum geschickt wurde. Das Artepitheton maurus bedeutet im Lateinischen „schwarz“ und bezieht sich auf die dunkle Färbung der Vögel.
Innerhalb der Weihen (Circus) gehört die Kapweihe zu einer Gruppe von Steppen- und Trockenlandbewohnern. Der Ornithologe Ebel Nieboer betrachtete sie als einen ursprünglichen Vertreter dieser sogenannten „Steppenweihen“, die die Schwesterklade der anderen Arten bildete. Eine Analyse des Cytochrom-b-Gens von 14 Weihenarten durch Michael Wink und Robert Simmons kam zu dem Ergebnis, dass die Kapweihe eine eher abgeleitete Art im Steppenweihenkomplex ist und der südamerikanischen Grauweihe (C. cinereus) als Schwesterart gegenübersteht. Das evolutionäre Alter der Art schätzen Wink und Simmons auf rund 2,8 Millionen Jahre. Ihre gemeinsame Schwesterklade wird demnach von der Steppenweihe (C. macrourus) gebildet.

## Bestand und Gefährdung
Der Bestand der Kapweihe wird auf 1.000 bis 1.500 Individuen geschätzt. Die Zahl der Altvögel dürfte jedoch unter 1.000 Individuen liegen. Während vermutet wird, dass die Art noch in den 1920ern und 1930ern äußerst selten war und ihren Bestand seitdem vergrößert hat, ist der Bestand in den letzten Jahrzehnten leicht zurückgegangen. Dies liegt vor allem an der Umwandlung von Fynbos- und Renosterveld-Biotopen in landwirtschaftliche Nutzflächen, die den Vögeln kein ausreichendes Bruthabitat bieten. Dieser Wandel fand vor allem im südafrikanischen Tiefland statt, sodass die Kapweihe heute in die Küsten- und Bergregionen ausweicht. Gerade in letzteren sind die Brutbedingungen jedoch oft suboptimal und der Bruterfolg vergleichsweise gering. Anders als die Froschweihe (C. ranivorus) ist die Kapweihe kaum auf Feuchtgebiete angewiesen. Durch die Globale Erwärmung wird aber erwartet, dass es in Südafrika tendenziell feuchter wird und geeignete Bruthabitate dadurch zurückgehen. Für die letzten Jahre wird der Populationstrend zwar als stabil angesehen, BirdLife International stuft die Kapweihe aufgrund ihres geringen Bestandes jedoch weiterhin als vulnerable („gefährdet“) ein.